# Aškerčeva cesta
Aškerčeva cesta (deutsch: Aškerc-Straße) ist der Name einer Straße in den Stadtbezirken Center und Vič in Ljubljana, der Hauptstadt Sloweniens. Sie ist benannt nach dem slowenischen Dichter und katholischen Geistlichen Anton Aškerc (1856–1912).

## Geschichte
Die Straße wurde 1910 als Ortna ulica (Handwerkergasse) neu angelegt und schon im selben Jahr in Erzherzog-Eugen-Gasse umbenannt. 1919 erhielt sie ihren aktuellen Namen.

## Lage
Die Straße verläuft von der Kreuzung Tržaška cesta und Bleiweisova cesta nach Osten bis zur Kreuzung Zoisova cesta, Slovenska cesta und Barjanska cesta.

## Abzweigende Straßen
Die Aškerčeva cesta berührt folgende Straßen und Orte (von West nach Ost): Prešernova cesta und Groharjeva cesta, Snežniška ulica.

## Bauwerke und Einrichtungen
Die wichtigsten Bauwerke entlang der Straße sind folgende Einrichtungen der Universität Ljubljana:
- Philosophische Fakultät (Aškerčeva cesta Nr. 2)
- Fakultät für Maschinenwesen (Nr. 6)
- Fakultät für Pharmazie (Nr. 7)